# John Kenneth Galbraith

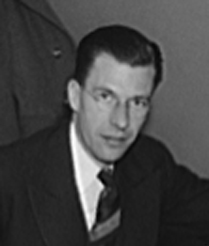
John Kenneth Galbraith

John Kenneth Galbraith (n. 15 octombrie 1908 — d. 29 aprilie 2006) a fost un economist canadian - american, reprezentant al Școlii keynesiene.
El examinează în 1967 „noua stare industrială”. Analist al "tehnostructurii, care își substituie puterea de decizie cu cea a proprietății de capital, J.K. Galbraith demonstrează, de asemeni, că politica economică a întreprinderilor mari este generatoare de inflație.
Economistul american John Kenneth Galbraith sublinia în lucrarea sa din 1997, „Societatea perfectă”, faptul că „educația trebuie să îndeplinească două funcții vitale. Una este cea care le va permite oamenilor să se autoguverneze în mod inteligent, iar cea de a doua, care le va da posibilitatea să atingă deplina satisfacție de a trăi.” (apud Adumitrăcesei, Ioan; Niculescu, Niculae, Învățământul românesc la o răscruce. Încotro? De ce? Cum?, Editura Polirom, Iași, 1999, pag.69)